# 상국
상국(相國)은 중국 고대의 관직이다.
고구려의 대막리지, 신라의 태대각간처럼 특수직으로서 당시 최고의 관직이었다. 상국은 일반 관리들이 최고로 오를 수 있는 승상의 위치보다 한 단계 더 높았고, 주로 개국공신이나 황제를 옹립한 신하에게 이 작위를 수여한다.  전한 때, 고조 유방이 자신의 개국공신인 승상 소하에게 이 직위를 신설, 승진시켰고, 이후 대장군 조참에게도 제수하였다. 그 이후 360년 동안 폐지시켰다가 후한 말, 폭군 동탁이 헌제를 옹립하여 스스로 상국이 되어 이 직위를 부활시켰다.